# Władysław Dobrowolski
Władysław Dobrowolski   (Będzin, 2 de gener de 1896 - Varsòvia, 25 de febrer de 1969) fou un atleta i tirador d'esgrima polonès, especialista en el sabre, que va competir durant les dècades de 1920 i 1930. Posteriorment fou major de l'exèrcit polonès en la defensa de Varsòvia durant la Segona Guerra Mundial.
Com a esportista s'inicià en l'atletisme i el 1924 va prendre part en els Jocs Olímpics d'Estiu de París, on quedà eliminat en sèries en la cursa dels 100 metres del programa d'atletisme. En atletisme guanyà onze campionats polonesos i va batre fins a quinze rècords nacionals en diferents modalitats.
Posteriorment se centrà en l'esgrima. El 1932 va prendre part al Jocs Olímpics d'Estiu de Los Angeles, on va guanyar la medalla de bronze en la prova de sabre per equips del programa d'esgrima. El 1936, als Jocs de Berlín, disputà dues proves del programa d'esgrima. Fou quart en la prova de sabre per equips, mentre en la del sabre individual quedà eliminat en sèries. En el seu palmarès també destaca una medalla de bronze al Campionat del món d'esgrima de 1934.
De jove fou actiu en el moviment independentista i va ser membre de la Polska Organizacja Wojskowa. Va lluitar a la guerra poloneso-soviètica i a la campanya de setembre de la Segona Guerra Mundial. Va ser detingut pels alemanys i traslladat als camps de presoners de guerra d'Oflag XA, Oflag XB, Oflag XC i Oflag VI-B. Va ser condecorat el 1947 a Polònia.